# Дешилл Гемметт
Семюел Дешилл Гемметт (англ. Samuel Dashiell Hammett, 27 травня 1894 — 10 січня 1961) — американський письменник, один із засновників жанру «чорного детективу», сценарист та політичний активіст. Одним із героїв його детективних романів та оповідань виступає безіменний слідчий, відомий як Континентал Оп (співробітник вигаданого детективного агентства «Континентал»). Дешилл Гемметт притримувався лівих переконань, можливо, був членом Комуністичної партії США і в останні десятиліття свого життя, в епоху маккартизму, зазнав переслідувань.
Творчість Геммета мала значний вплив на розвиток детективного жанру. Всі його романи екранізовано, він сам писав сценарії до деяких із них. Газета Нью-Йорк Таймс назвала Гемметта «деканом крутої школи детективного жанру». Журнал Тайм включив роман Гемметта «Червоні жнива» до сотні найкращих літературних творів, написаних між 1923 та 2005.

## Ранні роки життя
Гемметт народився на фермі Гопвелл та Ейм в окрузі Сент-Мері на півдні Меріленду у родині Томаса Гемметта та Енн Бонд Дешилл. Його мати належала до старої мерилендської родини з прізвищем, англізованим від французького De Chiel. Майбутній письменник зростав у Філадельфії та Балтиморі. Він покинув школу в 13 років і змінив кілька робіт перш ніж стати співробітником детективного агентства Пінкертона. На Пінкертона Гемметт працював з 1915 по лютий 1922 з перервою на Першу світову війну. Участь агентства у ботьбі зі штрейкбрехерами принесла йому розчарування.
1918 року Гемметт записався в армію й служив у добровільному моторизованому корпусі медичної допомоги. В армії він заразився іспанкою, а потім туберкульозом, тому більшу частину служби провів у госпіталі. Там він зустрівся з медсестрою Джозефін Долан, з якою згодом одружився. У подружжя народилися дві доньки: Мері Джейн та Джозефін. Після народження другої доньки медична служба повідомила дружину Гемметта, що через його туберкульоз, вони з дітьми не повинні жити з ним постійно. Джозефін зняла будинок у Сан-Франциско, куди Гемметт навідувався раз на тиждень. Незабаром подружжя розпалося, але Гемметт продовжував підтримувати дружину й доньок фінансово.

## Кар'єра письменника
Гемметт спився, але з часом почав працювати в рекламному агентстві й взявся за написання літературних творів. Робота в детективному агентстві дала йому матеріал. Більшість своїх детективних творів Гемметт написав у Сан-Франциско, вулиці якого часто згадуються на сторінках його книжок. Перше його оповідання побачило світ 1922 року в журналі «Смарт Сет». Стиль Гемметта відзначався автентичністю та реалізмом. Гемметт говорив: «Усі мої персонажі маю за основу людей, яких я знав особисто, або про яких чув».
Реймонд Чендлер, якого часто розглядають як спадкоємця Гемметта, підсумував його досягнення:
Гемметт був асом… Кажуть, що йому бракувало серця, однак, історія, яку сам він поважав найбільше, Скляний ключ — це розповідь про відданість людини другу. Він був скупий, скромний, крутий, але він знову й знову ж робив те, що можуть зробити лише найкращі письменники. Він писав сцени, які виглядають так, наче подібного ніколи не писали. — Чендлер, Проста дія вбивтва
До 1934 року Гемметт написав п'ять романів і численні оповідання. З 1934 він працював тільки над сценаріями екранізацій своїх романів.
З 1929 по 1930 Дешилл мав роман із Нелл Мартін, авторкою оповідань та кількох романів. Він посвятив їй Скляний ключ, а вона йому роман Коханцям слід одружуватися. 1931 року Гемметт розпочав роман із Лілліан Геллман, що тривав 30 років. Останній свій роман він написав 1934 року, а решту свого життя посвятив політичній діяльності лівого спрямування. Упродовж 1930 він був переконаним антифашистом, а 1937 року, можливо, вступив до комуністичної партії. Як член, а з 1941 року президент Ліги американських письменників він брав участь в комітеті «Не вмішуйте Америку у війну». Ліга різко змінила свою політику і відмовилася від антивоєнної позиції, коли Німеччина напала на СРСР.

## Друга світова війна і післявоєнна політика
На початку 1942 року, після нападу на Перл-Гарбор, Гемметт знову пішов добровольцем в армію. Він був інвалідом Першої світової, хворим на туберкульоз, та й ще комуністом, але все ж добився того, щоб його взяли. Він служив сержантом на Алеутських островах, редактором армійської газети. 1943 року, ще в армії, він опублікував у співавторстві з капралом Робертом Колодним під керівнцтвом майора розвідки Генрі В. Голла книгу Битва алеутів. На Алеутах він захворів на хворобу легень емфизему.
Після війни Гемметт повернувся в політику, «але грав свою роль з меншим завзяттям, ніж раніше». 5 червня 1945 року його обрали президентом Конгресу за людські права, і присвятив цій діяльності більшість часу. 1946 року Конгрес за людські права створив фонд для того, щоб звільняти під заклад людей, заарештваних з політичних причин. Трьома довіреними особами були Гемметт, президент, Роберт В. Данн та Фредерік Вандербілт Філд, мільйонер-комуніст. Конгрес за людські права потрапив 1947 року до списку підривних організацій.

## Ув'язнення, чорний список
1949 року Фонд вніс заклад у 260 тис. доларів за 11 людей, що апелювали вирок у справі злочинної змови з метою насильницького повалення уряду Сполучених Штатів". Термін апеляції закінчився 2 липня 1951 року, і четверо із засуджених утекли. Довірників викликали в суд, щоб отримати інформацію, яка допомогла б затримати втікачів. Гемметт відмовився свідчити, посилаючись на п'яту поправку. Його визнали винуватим у непокорі суду й засудили до піврічного ув'язнення. Геммет відбув термін у федеральній в'язниці в Західній Вірджинії. За словами Лілліан Геллман, його змусили чистити вбиральні.
У 1950-х діяльність Гемметта розслідував Конгрес США. Він дав свідчення про власну діяльність 26 березня 1953 року, але відмовився співпрацювати з комітетом і потрапив у чорний список.

## Останні роки життя
Пияцтво й куріння ускладнили туберкульоз, яким Гемметт заразився ще у Першу світову війну, а, засловами Геллман, «в'язниця зробила тонку людину ще тоншою, хвору ще хворішою…». Він, можливо, пробував повернутися до літературної діяльності романом Тюльпан, але закинув роботу, мабуть, тому, що був надто, до байдужості, хворий, надто зношений, щоб вислухати плани чи читати контракти. Дихати, просто дихати — це займало дні й ночі.
До кінця 1950-х Гемметт став самітником. Він замкнувся в бридкому сільському котеджі, де всюди кидалися в очі ознаки хвороби: платівки не гралися, до друкарської машинки ніхто не торкався. Гемметт уже не міг жити сам, і тому останні роки провів із Геллман. Помер він 10 січня 1960 року в Нью-Йорку від раку легень. Як ветерана двох воєн його поховали, попри незадоволення ФБР, на Арлінтонгському національному цвинтарі.

## Творчість
Романи:
- Червоні жнива (англ. Red Harvest) (опубліковано 1 лютого 1929)
- Прокляття Дейна (англ. The Dain Curse) (19 липня 1929)
- Мальтійський сокіл (англ. The Maltese Falcon) (14 лютого 1930)
- Скляний ключ (англ. The Glass Key) (24 квітня 1931)
- Худий (англ. The Thin Man) (8 січня 1934)

Короткі оповідання:
- Королівські клопоти (англ. This King Business) (1928)

## Переклади українською
- Дешіел Хеммет. Худий. З англійської переклав Олександр Буценко. (Увійшов що збірки «Подих смерті. Пригодницькі романи». Айзек Азімов — «Подих смерті», Реймонд Чандлер — Прощай, кохана!, Дешилл Хеммет — Худий. Переклад з англійської Богдан Салик, Наталка Войко, Олександр Буценко. Художнє оформлення І. Бугославської. Київ: Молодь. 1989. 448 стор. (Серія «Зарубіжний детектив»). ISBN 5-7720-0221-Х)
- Дешіел Хеммет. Мальтійський сокіл. З англійської переклала Надія Боровик. Київ: Молодь. 1972. 148 с.[19]
  - (перевидання) * Дешіел Хеммет. Мальтійський сокіл. З англійської переклала Надія Боровик. Київ: Молодь. 1992. 142 с. ISBN 9785772007655
- Дешилл Гемметт. Королівські клопоти. З англійської переклав Олександр Коваленко. Київ: Журнал «Всесвіт», № 9, 1991

## Виноски
1. ↑  Shoemaker, Sandy. Tobacco to Tomcats: St. Mary's County since the Revolution. StreamLine Enterprises, Leonardtown, Maryland: 160. Архів оригіналу за 10 грудня 2008. Процитовано 1 січня 2008.
2. ↑  Heise, Thomas, «'Going blood-simple like the natives': Contagious Urban Spaces and Modern Power in Dashiell Hammett's Red Harvest» (paid access only) [Архівовано 4 березня 2016 у Wayback Machine.], Modern Fiction Studies 51, no. 3 (Fall 2005) 506. The Project MUSE access provides a no-charge excerpt but the excerpt does not cover the cited information.
3. ↑  Layman, Richard with Rivett, Julie M. (2001) [Архівовано 14 листопада 2013 у Wayback Machine.]. «Review» of Selected Letters of Dashiell Hammett 1921—1960, Retrieved on 2009-06-02
4. ↑  Gores in Emery, editor, p. 240 and 336.
5. ↑  Gores in Emery, editor, pp. 18-24.
6. ↑  Dashiell Hammett - About Dashiell Hammett | American Masters. PBS. 30 грудня 2003. Архів оригіналу за 26 серпня 2021. Процитовано 11 червня 2013.
7. ↑  Chandler, Nightmare Town, p. iii, ISBN 0-375-70102-8, ISBN 978-0-375-70102-3
8. ↑  Георгий Анджапаридзе. Загадка Дешила Хемметта. Післямова до збірника. Deshiel Hammett. Selective detective prose. Радуга. Москва. 1984.
9. ↑  Franklin Folsom, Days of Anger, Days of Hope, University Press of Colorado, 1994, ISBN 0-87081-332-3
10. 1 2  Layman, Richard (1981). Shadow Man: The Life of Dashiell Hammett. Harcourt Brace Jovanovich. с. 206. ISBN 0-15-181459-7.
11. 1 2 3 4  Shadow Man: The Life of Dashiell Hammett, pp. 219—223
12. ↑  Enid Nemy (7 лютого 2000). Frederick Vanderbilt Field, Wealthy Leftist, Dies at 94. The New York Times. Процитовано 27 листопада 2007.
13. ↑  Metress, Christopher (1994). The Critical Response to Dashiell Hammett. Greenwood Press.
14. ↑  Johnson, Diane (1983). Dashiell Hammett, a Life. Random House.
15. ↑  Petri Liukkonen. Dashiell Hammett. Books and Writers. Архів оригіналу за 16 липня 2006. Процитовано 27 листопада 2007.
16. ↑  Hellman, Lilian, Introduction to Hammett, Dashiell, The Big Knockover: Selected Stories and Short Novels (Houghton Mifflin: 1962) (published posthumously--Hammett had turned down offers to republish his stories and Hellman did so only after his death, as a tribute.), pp. vii-viii
17. ↑  Hellman's Introduction to The Big Knockover pp. xi & xii
18. ↑  Hellman's Introduction to The Big Knockover p. viii.")
19. ↑  Тільки третину кращих романів ХХ століття перекладено українською мовою — Кометарі:, 30 жовтня 2013